# گوستوشا (پیروت)
گوستوشا (به صربی: Gostuša) یک منطقهٔ مسکونی در صربستان است که در پیروت واقع شده‌است. گوستوشا ۱۳۹ نفر جمعیت دارد.